# Zygaenosia papua
Zygaenosia papua là một loài bướm đêm thuộc phân họ Arctiinae, họ Erebidae.